# Syndrome du héros
 (juin 2024).
Le contenu est difficilement compréhensible vu les erreurs de traduction, qui sont peut-être dues à l'utilisation d'un logiciel de traduction automatique.
 Mise en garde médicale
En psychologie, le syndrome du héros (également souvent appelé complexe du sauveur ou complexe du héros), parfois classé comme un trouble psychique, est un complexe qui pousse une personne à rechercher la reconnaissance pour son héroïsme. 

## Définition et terminologie
Bien que le syndrome du héros ne soit pas reconnu par l'Académie américaine de psychiatrie en raison de son inconsistance avec la définition d'un syndrome, sa définition est encapsulée sous le complexe du héros[style à revoir]. Par définition, le syndrome du héros est un complexe car les individus qui le présentent manifestent souvent des impulsions ayant une « tonalité émotionnelle commune et exercent une influence forte mais généralement inconsciente sur les attitudes et le comportement de l’individu ». Cependant, dans les médias populaires et la littérature, on parle de syndrome du héros. Le terme est utilisé pour décrire des individus qui cherchent constamment des éloges pour des actes valeureux ou philanthropiques, notamment en créant une situation nuisible qu'ils peuvent ensuite résoudre,. Cela peut inclure des actes illégaux, comme l'incendie criminel. Le terme a été utilisé pour décrire le comportement des agents publics, tels que les pompiers, les infirmiers, les policiers, les agents de sécurité et les politiciens. Le comportement des individus atteints du syndrome du héros peut être préjudiciable à la vie de ceux qui les entourent, mettant des innocents en danger dans le but de créer une "victime". Les raisons de ce type de comportement varient souvent.
Le complexe du sauveur consiste en une attitude et un comportement dans lesquels une personne croit qu'elle est responsable d'aider les autres. Une personne avec un complexe du sauveur expérimente souvent des épisodes d'empathie et prend des décisions impulsives telles que faire du bénévolat, faire des dons ou plaider pour une cause. Une personne avec ce type de complexe tentera généralement d'aider ou de continuer à aider même si elle n'est pas utile ou est nuisible à la situation, aux autres ou à elle-même. Il est souvent associé à d'autres troubles, tels que la schizophrénie et le trouble bipolaire, et est couramment utilisé de manière interchangeable avec le terme similaire de Complexe du Messie.

## Histoire
Les termes « syndrome du héros » ont été introduits pour la première fois après la découverte d'une bombe dans le bus de l'équipe olympique turque de 1984 par l'officier de police de Los Angeles Jimmy Wade Pearson. Il s'est présenté comme le seul policier disponible sur les lieux après l'avoir "découverte". Pearson a arraché les fils de l'appareil avant de le transporter sur une piste. Il a été salué comme un héros par le public jusqu'à ce qu'il soit arrêté le lendemain pour avoir lui-même placé la bombe. Cela a soulevé des questions sur le désir des gens de commettre ou simuler des crimes pour créer des scénarios dont ils peuvent être les héros.
En 2004, un policier de l'Arkansas a signalé qu'il poursuivait à pied un homme qu'il avait récemment appelé à rechercher. Peu de temps après, le policier a annoncé qu'il avait été abattu dans l'abdomen et a donné un récit très détaillé[style à revoir] et complet des événements qui s'étaient déroulés. Une enquête approfondie a ensuite été menée, recueillant des preuves et effectuant des entretiens[style à revoir], ce qui a finalement conduit l'officier à plaider coupable d'avoir fabriqué toute l'histoire et de s'être[style à revoir] tiré dessus lui-même. Ce crime a également été commis dans l'intention d'être une victime, tout en se présentant comme un héros blessé au combat[style à revoir]. Le syndrome du héros est souvent également trouvé en conjonction avec le complexe du martyr en raison de leurs idéaux similaires.

## Étiologies et facteurs contributifs

### Narcissisme
Les causes du syndrome du héros sont principalement enracinées dans des tendances narcissiques. Le narcissisme se présente généralement de deux façons : vulnérabilité-sensibilité et mythomanie-exhibitionnisme. Ce dernier[style à revoir] est ce qui coïncide le plus souvent avec le syndrome du héros. Les individus présentant cette forme sont souvent décrits comme égocentriques et vantards et sont alignés avec des niveaux élevés de manipulation et d'auto-dramatisation[style à revoir]. Il y a un profond désir de montrer un comportement recherchant l'attention[style à revoir] et d'impressionner les autres. Un concept similaire pertinent est également appelé narcissisme manifeste dans lequel les gens sont constamment obsédés par l'opinion des autres en ce qui les concerne[style à revoir].
En raison de leur estime de soi élevée et fragile[pas clair] et de leur incapacité à voir des défauts dans leurs propres actions, les narcissiques sont plus susceptibles de présenter les autres comme des victimes ou des méchants afin d'améliorer leur image[réf. nécessaire].

### Différences culturelles
La catégorisation et la caractérisation des héros diffèrent entre les cultures, ce qui crée des disparités dans la manière dont le syndrome du héros peut se manifester dans différentes circonstances.[pertinence contestée]
La classification des héros dans les cultures individualistes tourne largement autour de l'idée de "sauver" quelqu'un du danger en se mettant dans des situations physiquement dangereuses. Les 'héros' dans ces cultures sont considérés comme courageux, fiables, forts, etc. De plus, les caractéristiques essentielles pour définir quelqu'un comme un héros incluent : le sacrifice de soi, l'altruisme et le désintéressement. En revanche, les cultures collectivistes catégorisent généralement les héros comme ceux dont les actions servent l'objectif collectif. Les héros dans les cultures collectivistes doivent placer les besoins et les intérêts du groupe au-dessus des leurs.Un sens de patriotisme et de nationalisme peut également être pertinent dans la construction d'un 'héros' dans les cultures collectivistes[style à revoir].
Ces différences entre les stéréotypes de 'héros' culturels[Quoi ?] peuvent également se traduire par la manière dont le syndrome du héros peut être présenté. Les crimes violents et les situations physiquement dangereuses peuvent donc être plus fréquents dans les sociétés individualistes en raison de l'élément de bravoure et de sacrifice impliqué[pas clair] [réf. nécessaire].

## Syndrome du héros et pyromanie
Les incendiaires parmi les pompiers incluent la très petite proportion de pompiers qui sont envoyés pour éteindre des incendies dont ils sont les auteurs ; c'est-à-dire des incendies intentionnellement allumés par des pompiers afin de pouvoir également ressentir la satisfaction et les éloges d'être les héros et les sauveurs des incidents[style à revoir]. Dans une étude fédérale de plus de 80 incendiaires pompiers[style à revoir], la raison la plus couramment citée pour allumer le feu était simplement l'excitation de l'éteindre, non pas pour[style à revoir] causer du tort ou se venger. Bien que ce ne soit pas le cas de tous, beaucoup rappellent que leurs motifs pour commettre des incendies criminels étaient de vouloir être perçus comme des héros par les autres pompiers et leur communauté, commettant[style à revoir] ce qui peut être appelé l'allumage de feu par vanité[style à revoir].

## Applications dansle monde réel[pourquoi?]
Il existe déjà des controverses sur le dépistage de la santé mentale sur le lieu de travail et à l'emploi en raison des préoccupations éthiques soulevées concernant les biais, les faux négatifs, etc. Cependant, dans certains domaines où les gens affichent un comportement nuisible et risqué dans le but d'être perçus comme des sauveurs, l'éthique est également très pertinente en ce qui concerne la sécurité et le préjudice des autres[pas clair].

### Services d'urgence et travailleurs de la santé
Pour les premiers intervenants et ceux travaillant dans le domaine médical, le syndrome du héros est particulièrement pertinent[pas clair]. Ce sont des carrières souvent qualifiées d'héroïques et qui ont le potentiel d'attirer ceux atteints du syndrome du héros en raison de la capacité constante à montrer des actes courageux et héroïques[style à revoir]. Dans ces carrières où les dynamiques agent-patient sont courantes, les gens assument les rôles de sauveur et de victime, et des héros peuvent émerger. Avoir des individus souffrant du syndrome du héros dans ce domaine augmenterait la prévalence des incidents auto-infligés[pourquoi ?], créant une perte de ressources en termes de temps et de personnes. Dans certains cas, cependant, ces carrières alimentent le syndrome du héros, car les individus veulent "montrer" les compétences nouvellement acquises, impressionnant ceux qui les entourent. Pour lutter contre cela, de nombreux services d'urgence, tels que les départements de pompiers, intègrent l'enseignement de la gravité des crimes[style à revoir] dans les programmes. Par exemple, les départements de pompiers ont déployé un enseignement supplémentaire sur les crimes d'incendie criminel pour renforcer le devoir des pompiers de soutenir et de servir leur communauté et de ne pas apporter de honte et de stigmatisation au département des pompiers[style à revoir].